# Iglesia de San Agustín (La Serena)
La iglesia de San Agustín es un templo católico ubicado en la ciudad chilena de La Serena.

## Historia
Su construcción primitiva data del año 1672 y fue construida por los Jesuitas. En 1768 pasa a la Orden Agustina.
Durante los primeros años sufrió la destrucción del pirata Bartolomé Sharp, como también designios de la naturaleza. En 1798 el cuerpo superior de la torre fue destruido por un huracán, siendo reconstruido al año siguiente. Posteriormente, en 1847 un terremoto volvió a destruir la torre, siendo reconstruida por Juan Herbage tres años después. En 1903 un nuevo terremoto provocó daños generales en la estructura, mientras que en 1912 un incendio destruyó completamente el templo, tras lo cual fue reconstruida al año siguiente transformándola a un edificio de tres naves.
En 1959 un nuevo incendio volvió a destruir el templo. La iglesia sufrió severos daños tras el terremoto de Coquimbo de 1975. Su última reconstrucción se inició por el arquitecto Pedro Broquedis en 1985 y fue terminada para los 450 años de fundación de La Serena (1994), siendo inaugurada oficialmente el 18 de agosto de 1995 —aunque los servicios religiosos se habían reanudado en el sector nororiente del templo en 1990—. En 2002 la orden de los Agustinos Recoletos asumió la administración de la iglesia.
Ubicada en calle Arturo Prat con calle Cienfuegos, frente a La Recova. Su fachada es de estilo ecléctico. Fue designada Monumento Nacional el 12 de febrero de 1981.